# El Prat (urbanització)
|  | Per a altres significats, vegeu «el Prat (Castellbell i el Vilar)». |

El Prat és una moderna urbanització del terme municipal de Castellcir, pertanyent a la comarca del Moianès. Està situada al nord del nucli principal de Castellcir, el Carrer de l'Amargura, a tocar i al nord-oest de la Roureda i al nord-est del Sot de la Millera. S'anomena així perquè és en terres que foren de la masia del Prat.